# Riley Holzapfel
Riley Holzapfel, född 18 augusti 1988 i Regina, är en kanadensisk professionell ishockeyspelare som spelar för Karlskrona HK i SHL.

## Spelarkarriär
Holzapfel spelade juniorhockey för Moose Jaw Warriors i Western Hockey League (WHL). Han draftades av Atlanta Thrashers som 43:e spelare totalt i NHL Entry Draft 2006. Den 6 september 2007 skrev Holzapfel ett treårigt ingångskontrakt med Thrashers. År 2008 spelade han för Kanada i Junior-VM där Kanada till slut vann guld efter att ha besegrat Sverige i finalen med 3-2.
Den 13 februari 2012 blev Holzapfel trejdad av Winnipeg Jets till Anaheim Ducks i utbyte mot Maxime Macenauer. Han blev sedan tilldelad till Ducks AHL-lag Syracuse Crunch. Han undertecknade ett ettårigt tvåvägs-kontrakt som free agent med Pittsburgh Penguins den 1 juli 2012, men tillbringade säsongen i AHL med Wilkes-Barre/Scranton Penguins. I juli 2013 skrev Holzapfel på ett tvåårskontrakt med HV71.

## Spelarstatistik

### Grundserie och slutspel
| 2004–05    | Moose Jaw Warriors             | WHL        | 63  | 15 | 13  | 28  | 32  | 5  | 1 | 2  | 3  | 8  |
| 2005–06    | Moose Jaw Warriors             | WHL        | 64  | 19 | 38  | 57  | 46  | 22 | 7 | 9  | 16 | 20 |
| 2006–07    | Moose Jaw Warriors             | WHL        | 72  | 39 | 43  | 82  | 94  | —  | — | —  | —  | —  |
| 2007–08    | Moose Jaw Warriors             | WHL        | 49  | 18 | 23  | 41  | 43  | 6  | 3 | 5  | 8  | 12 |
| 2007–08    | Chicago Wolves                 | AHL        | 1   | 0  | 0   | 0   | 0   | —  | — | —  | —  | —  |
| 2008–09    | Chicago Wolves                 | AHL        | 73  | 13 | 19  | 32  | 38  | —  | — | —  | —  | —  |
| 2009–10    | Chicago Wolves                 | AHL        | 60  | 7  | 16  | 23  | 30  | 14 | 0 | 3  | 3  | 6  |
| 2010–11    | Chicago Wolves                 | AHL        | 68  | 12 | 15  | 27  | 20  | —  | — | —  | —  | —  |
| 2011–12    | St. John's IceCaps             | AHL        | 29  | 8  | 7   | 15  | 8   | —  | — | —  | —  | —  |
| 2011–12    | Syracuse Crunch                | AHL        | 28  | 8  | 14  | 22  | 34  | 4  | 0 | 1  | 1  | 4  |
| 2012–13    | Wilkes-Barre/Scranton Penguins | AHL        | 76  | 21 | 30  | 51  | 93  | 15 | 4 | 6  | 10 | 8  |
| 2013–14    | HV71                           | SHL        | 48  | 10 | 12  | 22  | 49  | 4  | 0 | 0  | 0  | 0  |
| 2014–15    | HV71                           | SHL        | 49  | 7  | 6   | 13  | 14  | 6  | 0 | 0  | 0  | 0  |
| AHL totalt | AHL totalt                     | AHL totalt | 335 | 69 | 101 | 170 | 223 | 33 | 4 | 10 | 14 | 18 |

### Landslagsspel
| År     | Nation | Tävling | Resultat | GP | G | A | Pts | PIM |
| ------ | ------ | ------- | -------- | -- | - | - | --- | --- |
| 2008   | Kanada | JVM     | 1        | 7  | 0 | 0 | 0   | 8   |
| Totalt | Totalt | Totalt  | Totalt   | 7  | 0 | 0 | 0   | 8   |